# Atticus
Atticus es una firma californiana de ropa que fue fundada en 2001 por Tom Delonge y Mark Hoppus, miembros de la banda de pop punk blink-182. Ellos reconocen que el estilo y actitud de la firma viene influenciado básicamente por ese género musical. La energía del Punk y la dirección juvenil del Rock a la que va destinada Atticus.
El nombre de la compañía proviene del nombre de Atticus Finch, protagonista de la novela Matar un ruiseñor, de la escritora Harper Lee. Atticus Scout, la línea femenina de la compañía, es también el nombre de otro personaje de la novela. El logotipo de la compañía (un pájaro muerto patas arriba) es una representación gráfica del título de la obra.

## Fundación: una mezcla de estilos
La firma de los actuales miembros de Blink 182 San Diego comenzó en una página web, Loserkids, creada por ellos mismos y por un amigo común a los californianos, Dylan Anderson. Ahí hicieron una pequeña recopilación donde los fanes del grupo, del género o de deportes como el surf, el skate o el snowboard pudieran encontrar ropa, películas y discos dentro del ambiente de ese género musical y de esos géneros deportivos.
Los tres amigos querían algo más propio aparte de esa web recopilatoria. Se pusieron en contacto con Jon Humphrey, de la marca californiana de zapatillas y ropa skate Adio, y con la gente de la marca Planet Earth. Pusieron en común sus intereses musicales, de surf, skate y snowboard y de esta mezcla surgió Atticus.

## Atticus se da a conocer
La recién nacida firma californiana tomó su base en la casa de Anderson. Rápidamente Hoppus y DeLonge reclutaron amigos y bandas amigas promocionando Atticus en conciertos, revistas musicales y televisión. Grupos como Jimmy Eat World y Green Day hicieron un video (“Riding in Vans with Boys”) con blink-182 sobre la gira estadounidense de estos tres grupos juntos bajo el sello y patrocinio de Atticus. Además, Atticus patrocinó los distintos “stages” de festivales donde tocaban bandas como Alkaline Trio, Brand New, Fall Out Boy, Coheed and Cambria, Motion City Soundtrack, Funeral For A Friend o Taking Back Sunday, entre otras. Atticus comenzó a expandirse así por todo el continente norteamericano y europeo gracias al apoyo de este tipo de bandas. Al orientarse a un género alternativo del rock (pero en su lado más comercial) con una gran masa de gente joven y adolescente, benefició la expansión y el conocimiento de la firma por los fanes.
En 2002, Atticus editó un CD-recopilatorio donde incluían temas de sus bandas promocionadas. Este CD, sería el primero de una serie llamada Atticus: Dragging The Lake, que ya lleva 4 volúmenes. Los dos siguientes serían publicados en 2003 y 2005 el último hasta la fecha.
Atticus patrocina festivales musicales con bandas punk, punk pop y post hardcore en Estados Unidos, Canadá, Europa, Australia y Asia.
también aumenta su popularidad con el auge de la banda blink-182

## Firmas colaboradoras con Atticus
- Epitaph
- Vagrant
- Side One Dummy
- Geffen
- Fender Guitars
- Alternative Press
- Absolute Punk
- Drive-Thru Records
- LaSalle Records

## Bandas Atticus
- blink-182
- Funeral For A Friend
- Taking Back Sunday
- Alkaline Trio
- Motion City Soundtrack
- Brand New
- Coheed and Cambria
- Alexisonfire
- Angels and Airwaves
- Switchfoot
- Jimmy Eat World
- Green Day
- Cloverace
- Simple Plan
- A day to Remember
- Gallows
- Enter Shikari
- Attack in black
- Block Party
- Cancer Bats
- Delux
- Sick of it all
- Sleeping With Sirens
- From Autumn To Ashes
- In Flames
- Lostprophets
- Mastodon
- McFLY
- Millencolin
- New Found Glory
- Tegan and Sara
- The Bouncing Souls
- The Sounds
- Whitechapel